# Eleccions al Consell General d'Andorra de 2019
Les eleccions al consell general d'Andorra de 2019 se celebraren el 7 d'abril del 2019, convocades pel Cap de Govern, Antoni Martí. En aquestes eleccions es renovaren els 28 escons que formen el Consell General d'Andorra. Les guanyà Demòcrates per Andorra, que perdé la majoria absoluta. Com a resultat de les eleccions es va formar un govern tripartit i paritari entre homes i dones per primera vegada.

## Antecedents
Demòcrates per Andorra va revalidar la majoria absoluta a les eleccions de 2015, i Antoni Martí va ser reelegit cap de govern.
El mes de desembre del 2018, el portaveu del grup liberal, Josep Pintat, juntament amb els dos consellers d'Unió Laurediana i dels dos consellers de la Massana, van escindir-se del grup liberal i van passar al grup mixt.
Segons la Constitució d'Andorra, el càrrec de cap de govern està limitat a dues legislatures completes i consecutives, de manera que Antoni Martí era inelegible.

## Sistema electoral
Les eleccions al Consell General es regeixen per un principi de vot paral·lel. Cada elector emet dos vots en dues urnes diferenciades: un vot és per a una llista tancada d'àmbit nacional amb catorze candidats, i es diposita en una urna blava. L'altre vot és a una llista tancada d'àmbit local (la seva parròquia) amb dos candidats, i es diposita en una urna blanca. Una mateixa persona no pot aparèixer com a candidata a una llista nacional i una de parroquial, ni tampoc en dues parròquies diferents.
S'elegeixen vint-i-vuit consellers generals amb el sistema següent:
- Catorze consellers representen les set parròquies d'Andorra. A cadascuna d'aquestes, els dos candidats de la llista local més votada seran els elegits, seguint el sistema de representació majoritària.[6]
- Catorze consellers es reparteixen de forma proporcional a partir dels vots que reben les llistes nacionals. Les llistes que superen la barrera electoral de la catorzena part dels vots vàlids (un 7,14%) reben un nombre d'escons assignat segons la regla del major residu.[7]

Un cop escollida la composició del parlament andorrà, el Consell General haurà de triar el Cap de Govern per majoria absoluta. El Cap de Govern no ha de ser obligatòriament un dels caps de llista de cadascun dels partits polítics que s'hagin presentat en la circumscripció nacional. En aquest sentit, el parlament vota lliurement. Tot i així, la dinàmica dels partits fa que el cap de Govern escollit sigui normalment aquell que hagi obtingut majoria al parlament, acumulant els vots en la circumscripció nacional i en la parroquial. Un cop escollit el Cap de Govern, aquest serà el que decideixi qui ha de ser ministre. Els ministres són aquells que normalment s'havien presentat a les eleccions com a equip de treball del partit.

## Candidatures

### Circumscripció nacional
Els partits o coalicions que es presentaren a la circumscripció nacional, en què s'elegeixen 14 consellers per representació proporcional, van ser:
| Candidatura | Candidatura                                                     | Cap de llista            | Programa                              | Lema                                             |
| ----------- | --------------------------------------------------------------- | ------------------------ | ------------------------------------- | ------------------------------------------------ |
|             | Demòcrates per Andorra (DA)                                     | Xavier Espot Zamora      | Arxivat 2019-03-24 a Wayback Machine. | "Les persones compten"                           |
|             | Liberals d'Andorra (LA)                                         | Jordi Gallardo Fernàndez | Arxivat 2019-03-24 a Wayback Machine. | "Una altra forma de ser, una altra forma de fer" |
|             | Partit Socialdemòcrata (PS)                                     | Pere López i Agràs       | Arxivat 2019-03-27 a Wayback Machine. | "Una Andorra per a tothom"                       |
|             | Progressistes-SDP (SDP)                                         | Josep Roig Carcel        |                                       | “Sí al progrés”                                  |
|             | Tercera Via - Tercera Via - Unió Laurediana (UL) - Independents | Josep Pintat Forné       | Arxivat 2023-03-13 a Wayback Machine. | "Andorra ets tu"                                 |
|             | Units pel Progrés d'Andorra (UPA)                               | Alfons Clavera Arizti    |                                       | "El progrés per a tots"                          |
|             | Andorra Sobirana (AS)                                           | Eusebi Nomen Calvet      |                                       | "Andorra presonera / Andorra sobirana"           |

### Circumscripcions parroquials
Els partits o coalicions que es presentaren a les set circumscripcions parroquials, en què s'elegeixen els dos candidats de la llista més votada de cada parròquia, són:
| Candidatura | Candidatura                                                     | Candidats                            | Candidats                    | Candidats                        | Candidats                   | Candidats                           | Candidats                     | Candidats                       |
| Candidatura | Candidatura                                                     | Canillo                              | Encamp                       | Ordino                           | la Massana                  | Andorra la Vella                    | St. Julià de Lòria            | les Escaldes                    |
| ----------- | --------------------------------------------------------------- | ------------------------------------ | ---------------------------- | -------------------------------- | --------------------------- | ----------------------------------- | ----------------------------- | ------------------------------- |
|             | Demòcrates per Andorra (DA)                                     | Meritxell Palmitjavila Mònica Bonell | Jordi Torres M. Martisella   | Joan M. Benazet Alexandra Codina |                             | Enric Tarrado Marc Pons             | Carles Álvarez Vicky Grau     | Sílvia Calvó Javier Giménez     |
|             | d'Acord - Liberals d'Andorra (LA) - Partit Socialdemòcrata (PS) | Cristina Valen Josep A. Reina        | David Rios Caterina Juan     | Marc Galabert J, M. Armengol     | Judith Pallarés Vicenç Alay | Joaquim Miró Sílvia Ferrer          | Gerard Alís Joan Fernàndez    | Rosa Gili Marc Magallón         |
|             | Progressistes-SDP (SDP)                                         |                                      | Aaron Comella Judith Montoro | Felip Gallardo Albert Granyena   |                             | Àngel Dalmau Meritxell Pujol        |                               | Elisabet Zoppetti Marc González |
|             | Tercera Via - Tercera Via - Unió Laurediana (UL) - Independents |                                      | Olga Martínez Íngrid Ruiz    | Noemí Amador Jordi Balsa         |                             | Emi Matarrodona J. Antonio Préstamo | Josep Majoral Carine Montaner | Josep Pubill França Riberaygua  |
|             | Andorra Sobirana (AS)                                           | Ricard Riba Aret Boronat             |                              |                                  |                             |                                     |                               |                                 |
|             | Ciutadans Compromesos (CC)                                      |                                      |                              |                                  | Carles Naudi Raül Ferré     |                                     |                               |                                 |

## Campanya electoral
La campanya electoral va començar el diumenge 24 de març al migdia amb una enganxada de cartells per part dels set partits que concorrien a les eleccions. Demòcrates per Andorra va enganxar el primer cartell a la Massana, igual que Ciutadans Compromesos. El PS i els Liberals van començar en dos punts diferents de la capital per a unir-se després per a presentar D'acord, la coalició amb què concorrien a les circumscripcions parroquials. Progressistes-SDP també es va estrenar a la capital, i Andorra Sobirana i Units pel Progrés, a Escaldes-Engordany. Tercera Via es va decantar per Canillo.
El primer debat entre els candidats va ser el 25 de març, organitzat per l'Associació de Professionals de la Comunicació d'Andorra. Durant la primera setmana de campanya, Andorra Televisió va oferir els debats parroquials.
Entre els principals temes de campanya, la despenalització de l'avortament i l'acord d'associació amb la Unió Europea. Pel que fa al primer, tant SDP com els socialdemòcrates es mostraven partidaris de despenalitzar-lo en els tres supòsits bàsics (violació, perill per a la mare i malformacions en el fetus); el PS també per motius econòmics. LA, davant de la incompatibilitat de legalitzar l'avortament i alhora mantenir el coprincipat, proposava que ho decidissin els ciutadans en un referèndum. DA preferien mantenir el coprincipat i defensaven un servei d'acompanyament per a avortar fora d'Andorra. En l'oposició total, Tercera Via, Andorra Sobirana i UPA.
Sobre l'acord d'associació amb la UE, en són partidaris DA, LA, el PS i SDP, tot i que els tres últims van criticar la manca de transparència en les negociacions del govern demòcrata. En posicions més o menys contràries s'hi situaven Tercera Via, UPA i Andorra Sobirana. AS és l'única candidatura que plantejava un rebuig total a l'acord en entendre que suposaria implantar un Impost general indirecte del 15%.

## Enquestes d'opinió
| Agència          | Dates de l'enquesta | Mostra | DA               | LA         | PS     | VA        | SDP      | Podem    | Tercera Via | AS    | UPA | CC      | Avantatge |       |        |     |     |
| ---------------- | ------------------- | ------ | ---------------- | ---------- | ------ | --------- | -------- | -------- | ----------- | ----- | --- | ------- | --------- | ----- | ------ | --- | --- |
| Agència          | Dates de l'enquesta | Mostra | Time Consultants | 7–18/03/19 | 680    | 34,1 7–11 | 16,2 5–7 | 30,2 7–9 | –           | 3,8 0 | –   | 8,6 1–3 | Avantatge | 2,9 0 | 1,20 0 | – 2 | 3,9 |
| CRES             | 28/02/19–13/03/19   | 1.212  | 38,7             | 16         | 28,9   | –         | 5,9      | –        | 6,2         | 3,1   | 1,1 | –       | 9,8       |       |        |     |     |
| Time Consultants | 01–10/10/18         | 680    | 34,4             | 19,9       | 36,3   | 36,3      | 8,0      | 1,4      | –           | –     | –   | –       | 2,1       |       |        |     |     |
| CRES             | 04–21/06/18         | 809    | 33,1             | 21,7       | 35,3   | 1,5       | 7,7      | –        | –           | –     | –   | –       | 2,3       |       |        |     |     |
| CRES             | 03–25/05/17         | 803    | 37,9             | 27,4       | 21,0   | 5,6       | 4,8      | –        | –           | –     | –   | –       | 10,5      |       |        |     |     |
| CRES             | 16/05/16–30/06/16   | 1.215  | 42,0             | 20,8       | 26,9   | –         | 6,4      | –        | –           | –     | –   | –       | 15,2      |       |        |     |     |
| Eleccions 2015   | 01/03/15            | –      | 37,0 15          | 27,7 8     | 23,5 3 | 23,5 3    | 11,7 2   | –        | –           | –     | –   | –       | 9,4       |       |        |     |     |

## Resultats
|                           |                               |                              |                              |                              |                         |                         |                         |               |     |
| Partit                    | Partit                        | Circumscripcions parroquials | Circumscripcions parroquials | Circumscripcions parroquials | Circumscripció nacional | Circumscripció nacional | Circumscripció nacional | Escons totals | +/– |
| Partit                    | Partit                        | Vots                         | %                            | Escons                       | Vots                    | %                       | Escons                  | Escons totals | +/– |
|                           | Demòcrates per Andorra        | 5.931                        | 34,86                        | 6                            | 6.248                   | 35,13                   | 5                       | 11            | –4  |
|                           | Partit Socialdemòcrata        | 6.473                        | 38,05                        | 2                            | 5.445                   | 30,62                   | 5                       | 7             | +4  |
|                           | Liberals d'Andorra            | 6.473                        | 38,05                        | 2                            | 2.219                   | 12,48                   | 2                       | 4             | +1  |
|                           | Tercera Via + Unió Laurediana | 2.122                        | 12,47                        | 2                            | 1.853                   | 10,42                   | 2                       | 4             | -1  |
|                           | Ciutadans Compromesos         | 1.136                        | 6,68                         | 2                            |                         |                         |                         | 2             | Nou |
|                           | Progressistes SDP             | 1.280                        | 7,52                         | 0                            | 1.044                   | 5,87                    | 0                       | 0             | -2  |
|                           | Andorra Sobirana              | 71                           | 0,42                         | 0                            | 825                     | 4,64                    | 0                       | 0             | Nou |
|                           | Units pel Progrés d'Andorra   |                              |                              |                              | 149                     | 0,84                    | 0                       | 0             | Nou |
| Vots blancs               | Vots blancs                   | 1.168                        | –                            | –                            | 531                     | –                       | –                       | –             | –   |
| Vots nuls                 | Vots nuls                     | 443                          | –                            | –                            | 324                     | –                       | –                       | –             | –   |
| Total                     | Total                         | 18.624                       | 100                          | 14                           | 18.638                  | 100                     | 14                      | 28            | 0   |
| Cens/participació         | Cens/participació             | 27.278                       | 68,27                        | –                            | 27.278                  | 68,33                   | –                       | –             | –   |
| Font: Eleccions d'Andorra |                               |                              |                              |                              |                         |                         |                         |               |     |

### Resultats de les circumscripcions parroquials
| Canillo                   | 66,27 | 23,13 |       |       | 10,60 |       | 72,48 |
| Encamp                    | 44,62 | 42,07 | 8,46  | 4,86  |       |       | 65,96 |
| Ordino                    | 44,59 | 40,19 | 7,88  | 7,34  |       |       | 77,80 |
| La Massana                |       | 43,87 |       |       |       | 56,13 | 73,75 |
| Andorra la Vella          | 37,04 | 37,30 | 14,92 | 10,74 |       |       | 62,89 |
| Sant Julià de Lòria       | 27,32 | 27,86 |       | 44,82 |       |       | 70,43 |
| Escaldes-Engordany        | 41,39 | 42,56 | 8,46  | 7,60  |       |       | 69,65 |
| Total percentatge vots    | 34,8  | 38,1  | 12,5  | 7,5   | 0,4   | 6,7   |       |
| Font: Eleccions d'Andorra |       |       |       |       |       |       |       |

### Resultats de la circumscripció nacional per parròquia
| Canillo                   | 55,9 | 20,0 | 9,4  | 5,6  | 2,6 | 6,5 | 0,6 |
| Encamp                    | 37,9 | 32,3 | 16,1 | 4,3  | 5,5 | 3,9 | 1,0 |
| Ordino                    | 37,2 | 31,7 | 12,7 | 6,8  | 5,2 | 6,4 | 0,5 |
| La Massana                | 36,1 | 26,6 | 14,1 | 12,8 | 4,4 | 6,1 | 0,7 |
| Andorra la Vella          | 30,3 | 37,0 | 12,6 | 7,2  | 8,7 | 4,3 | 1,3 |
| Sant Julià de Lòria       | 26,6 | 24,6 | 10,5 | 30,0 | 4,9 | 3,3 | 0,5 |
| Escaldes-Engordany        | 42,5 | 30,7 | 11,5 | 5,5  | 5,0 | 4,8 | 0,7 |
| Total percentatge vots    | 35,1 | 30,6 | 12,4 | 10,4 | 5,8 | 4,6 | 0,8 |
| Font: Eleccions d'Andorra |      |      |      |      |     |     |     |

### Consellers elegits
| DA | PS | LA | Tercera Via | CC                                                                         |
| Nacional 1. Xavier Espot Zamora 2. Roser Suñé Pascuet 3. Núria Rossell Jordana 4. Carles Enseñat Reig 5. Ester Molné Soldevila Canillo 1. Meritxell Palmitjavila Naudí 2. Mònica Bonell Tuset Encamp 1. Jordi Torres Falcó 2. Maria Martisella González Ordino 1. Joan Martínez Benazet 2. Alexandra Codina Tort | Nacional 1. Pere López Agràs 2. Susagna Vela Palomares 3. Judith Salazar Álvarez 4. Jordi Font Mariné 5. Roger Padreny Carmona Andorra la Vella 1. Joaquim Miró Castillo Escaldes-Engordany 1. Rosa Gili Casals | Nacional 1. Jordi Gallardo Fernàndez 2. Ferran Costa Marimon Andorra la Vella 1. Sílvia Ferrer Ghiringhelli Escaldes-Engordany 1. Marc Magallón Font | Nacional 1. Josep Pintat Forné 2. Joan Carles Camp Areny Sant Julià de Lòria 1. Josep Majoral Obiols 2. Carine Montaner Raynaud | La Massana 1. Carles Naudi d'Areny- Plandolit Balsells 2. Raül Ferré Bonet |
| Font: Eleccions d'Andorra | | | |                                                                            |